# Stinval
Stinval est un hameau de la commune belge de Sprimont situé en Région wallonne dans la province de Liège.
Ce hameau faisait partie de l'ancienne commune de Louveigné.

## Étymologie
Stinval signifie Val des Pierres (allemand : stein = pierre).

## Description
Stinval se trouve au confluent du ruisseau de Stinval et du ruisseau de Mosbeux et en face de l'imposante Hé de Stinval, versant boisé, abrupt et schisteux. Le ruisseau de Stinval disparaît deux fois dans des chantoirs avant de refaire surface et de se jeter dans le ruisseau de Mosbeux. La localité se situe entre Louveigné et le pied de la côte des Forges.

## Histoire
On rapporte que Napoléon se serait restauré d'une fricassée à l'auberge A Grand Solo (Au Grand Soleil) à Stinval,.